# Rue Hlavná (Košice)
La rue Hlavná (forme complète : Hlavná ulica) est la rue principale de la Vieille ville de Košice. C'est une des 821 rues de la ville. Le code postal est 040 01.

## Situation et accès
La plupart des monuments historiques les plus importants de Košice s’y trouvent. L'extrémité sud de la rue se termine à la place des Libérateurs (sk), et l'extrémité nord à la place du Marathon de la Paix (sk).

## Origine du nom
La rue Hlavná (rue Principale) est la rue principale de Košice depuis le XIIIe siècle. 

## Historique
La rue s'est développée autour d'une ancienne colonie slave et d'un quartier de colons allemands.
Les plus anciennes cartes conservées de Košice remontent au XVIIIe siècle et la rue y est répertoriée sous le nom latin « Platea principalis » (rue principale) et plus tard sous l’équivalent allemand de « Haupt Gasse » et le hongrois  « Fő utcza » nom qu'elle porte jusqu'en 1919. Après le transfert de Košice sous la souveraineté territoriale de la République tchécoslovaque, la rue a porté pour la première fois la forme slovaque du nom « Hlavná ulica ». À partir du 1er janvier 1934, elle est rebaptisée « Štefánikova ulica » du nom de  Milan Rastislav Štefánik (1880-1919) cofondateur de la République tchécoslovaque et après l'arbitrage de Vienne, en novembre 1938, le nom de la rue est revenu au hongrois d'origine « Fő utcza », mais après la guerre, elle a de nouveau été brièvement nommée « Štefánikova ulica » (1945–1949). À l'été 1949, elle est rebaptisée par les autorités communistes, « Leninová ulica » (forme complète : « Ulica Vladimíra Iľjiča Lenina ») du nom de Lénine et ce nom a duré jusqu'à la chute du système. Le 1er juillet 1990, la rue a retrouvé son nom historique « Hlavná ulica », « rue Hlavná » (rue principale en slovaque).

## Bâtiments remarquables et lieux de mémoire

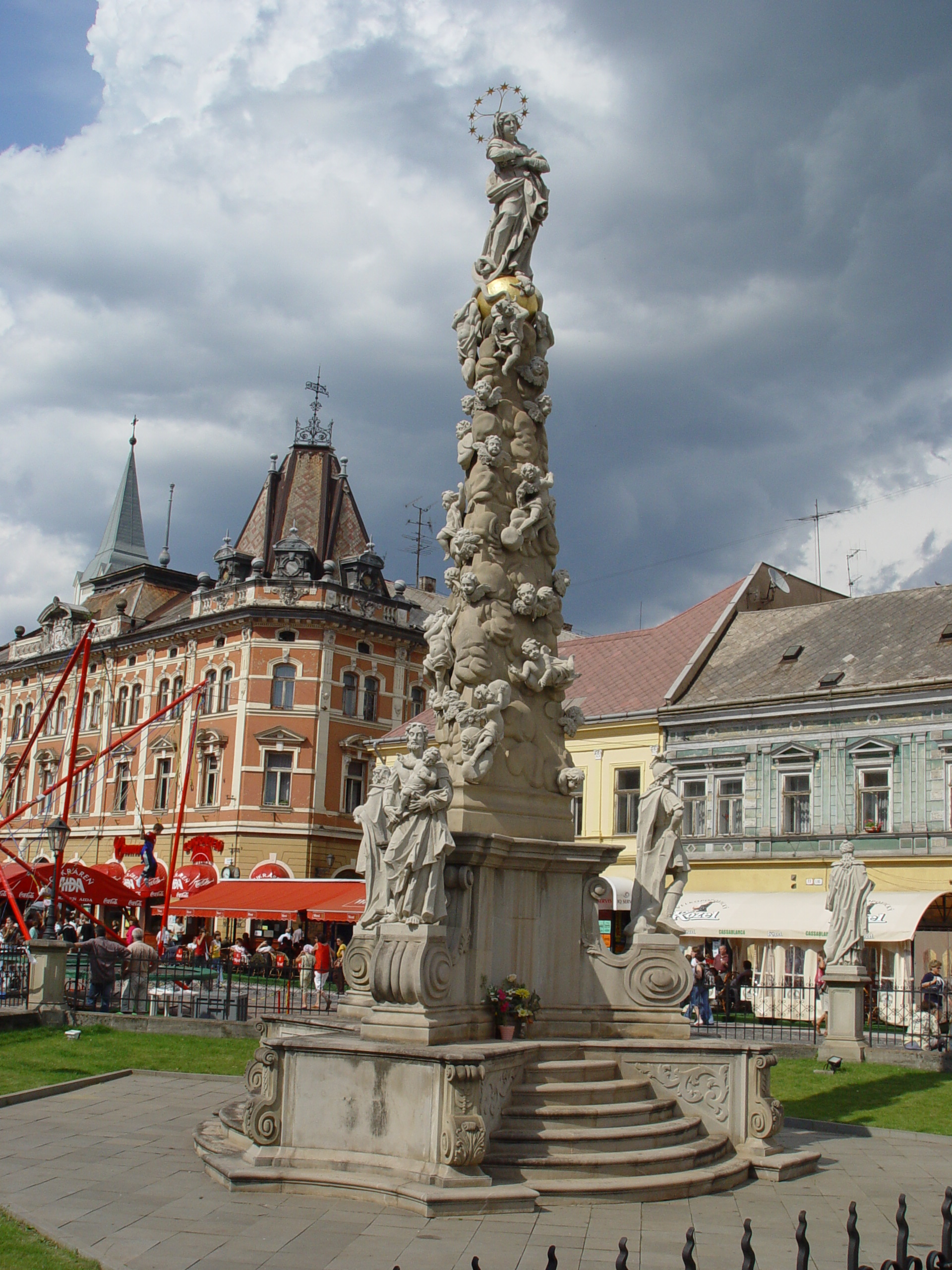
La statue de l'Immaculée sur la rue Hlavná.

Elle concentre la majorité des monuments et édifices anciens de la ville comme :
- La cathédrale Sainte-Élisabeth
- La chapelle Saint-Michel
- La tour Saint-Urbain
- La statue de l'Immaculée (ou Colonne de la peste)
- L'église de la Sainte Trinité
- Le Théâtre d'État
- La maison de Levoča